# Этельберт I (король Кента)
Этельбе́рт I (англ. Ethelbert, др.-англ. Æthelbert, Aethelberht; часто святой Этельберт; около 552 — 24 февраля 616) — король Кента с 591 года из Кентской династии; бретвальда над королевствами гептархии. Первым из кентских королей принял христианство, за что после смерти был канонизирован.

## Биография

### Правление

#### Государственная деятельность
Этельберт I был сыном короля Кента Эрменрика. В 591 году он наследовал титул короля Кента и резиденцию в Кентербери.
В том же году Этельберт I попытался противостоять Кевлину Уэссекскому в борьбе за титул бретвальды, однако поначалу безуспешно.
Этельберт укрепил свои позиции, породнившись с одной из могущественнейших династий того времени — Меровингами, взяв в жёны Берту, дочь парижского короля Хариберта I и Ингоберги. Это способствовало получению им титула бретвальды.
Во внутренней политике достижением Этельберта стал самый ранний в Британии рукописный кодекс законов, который утверждал наказания за преступления, в том числе, впервые, против христианской церкви.

#### Христианизация Кента

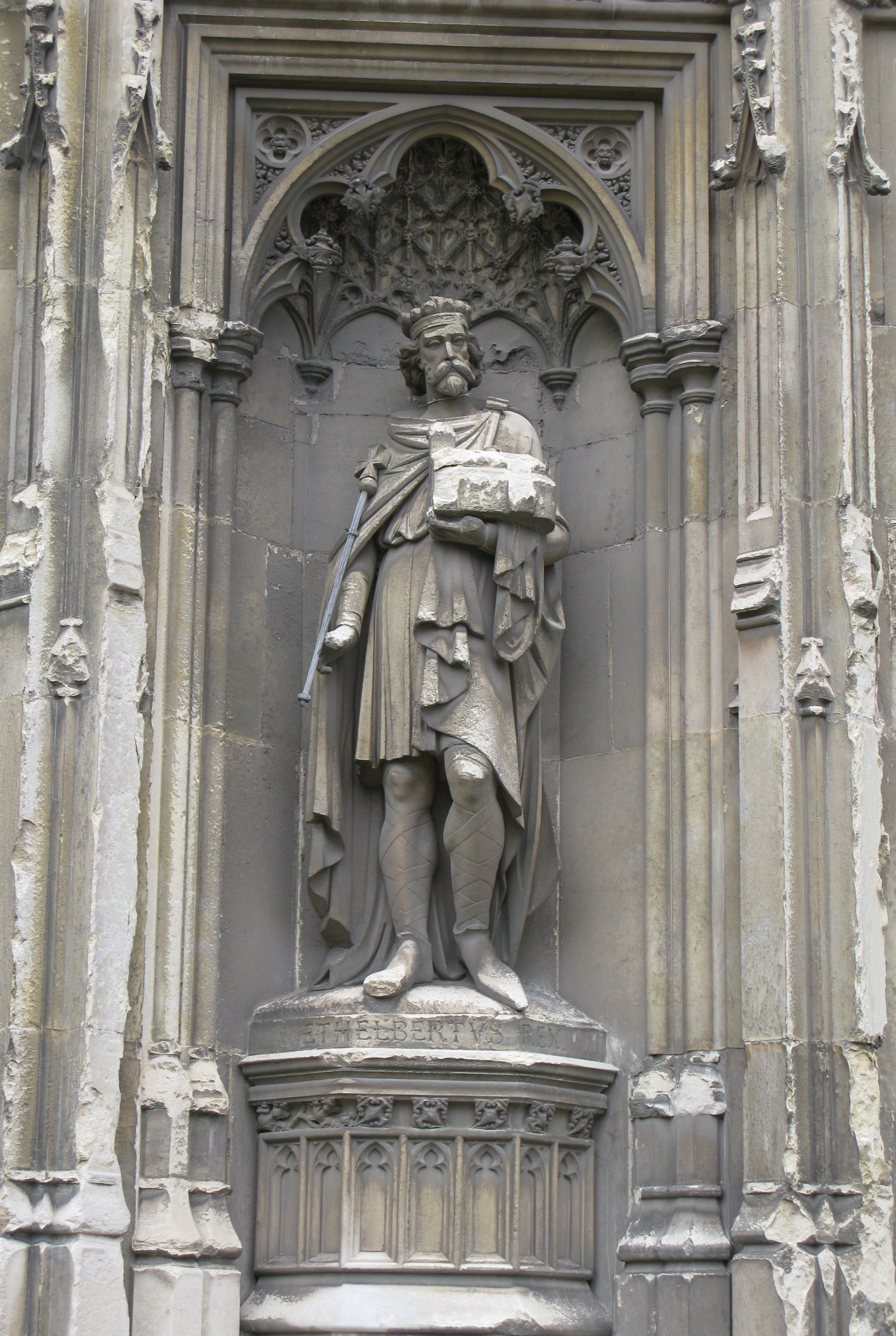
Статуя короля Этельберта Кентского в Кентерберийском кафедральном соборе

Берта приехала к мужу со своим капелланом Людгардом. Она не стала отказываться от своей религии. В 597 году ко двору Этельберта прибыл святой Августин, которого письмом к папе римскому Григорию I мог пригласить Людгард.
Этельберт встретил Августина под старым дубом. По старому англосаксонскому обычаю таким образом он мог избавиться от любой магии, которую христианин попытался бы наложить на него. Король приветствовал Августина речью. Согласно преданию, Августин крестил Этельберта на второй день своего пребывания в Британии, однако, если судить по письмам Берты к Григорию I, это событие произошло не ранее 601 года.
По приказу Этельберта закладывались новые и восстанавливались старые, ещё римского периода, христианские церкви. Обращение короля повлияло и на жителей королевства. По всему Кенту происходили обряды крещения как знати, так и простого народа.

### Семья
Этельберт был женат на франкской принцессе Берте. Берта была христианкой и в браке не отреклась от своей веры.
Скорее всего, брак с Этельбертом был у неё второй. Утверждают, впрочем бездоказательно, что первым её мужем был скончавшийся в 570 году Осберт Мозельский, от которого у неё был сын Арнольд, отец Арнульфа Мецского, основателя рода Арнульфингов.
От брака с Бертой у Этельберта было двое детей: наследовавший отцу Эдбальд и Этельбурга. Берта умерла в 612 году. Считается, что она тоже была причислена к лику святых, но явных оснований для этого и доказательств существования культа нет. Из косвенных источников известно, что после её смерти у Этельберта была ещё одна жена.

### Канонизация

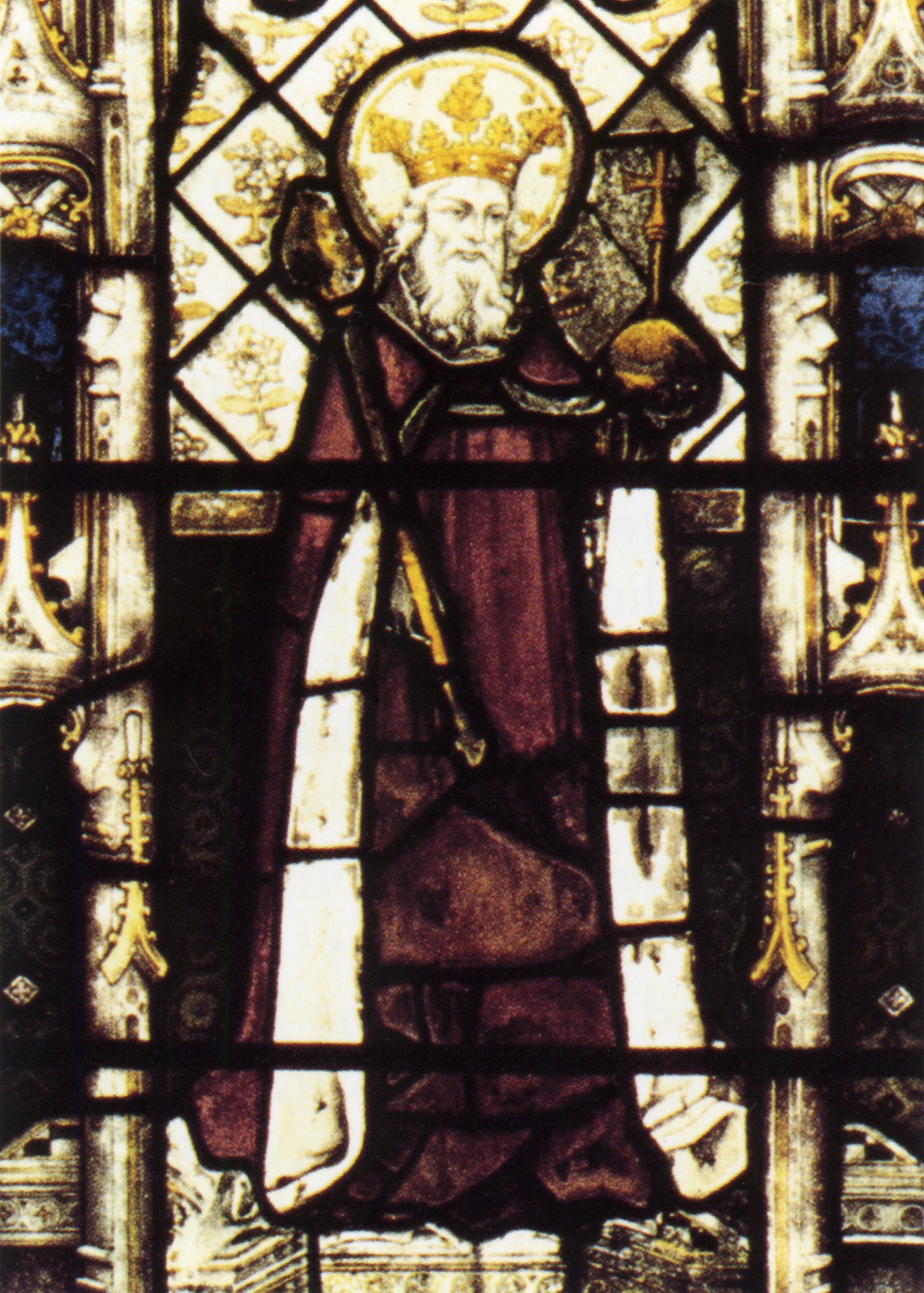
Витраж со святым королём Этельбертом Кентским в Колледже всех душ. Оксфорд

Этельберт был канонизирован после своей смерти за то, что внёс огромный вклад в возвращение христианства на Британские острова. Он скончался 24 февраля, в день, когда англиканская церковь поминает святого апостола Матфея. Поэтому его поминают 25 февраля.